# 朱綱
朱綱（？—1728年），字子驄，諡勤恪，山東省東昌府高唐州（今山東省高唐縣）人，清朝官员，伯父朱昌祚，父亲朱弘祚。
貢生出身。后捐兵部主事，升任兵部員外郎、兵部郎中。康熙五十三年，任直隸天津道，康熙五十五年，任天津關稅務監督。康熙五十八年，任直隸巡道。康熙六十年，任河南按察使。雍正元年，升任湖北布政使、湖南布政使。雍正二年，護衛湖南巡撫。雍正五年，改任雲南巡撫。次年，任福建巡撫。雍正六年，贈兵部尚書銜。